# FxPro
FxPro — инвестиционная компания со штаб-квартирой в Великобритании. Компания предоставляет возможность торговли контрактами на разницу (CFD) валютами, акциями, фьючерсами, энергоносителями и драгоценными металлами розничным и институциональным клиентам.
FxPro имеет офисы в Лондоне и на Кипре и обслуживает десятки тысяч клиентов в Великобритании. Также компания имеет офисы в Москве, Монако, Лайфорд-Кей (Багамы) и в Дубае.

## История
FxPro была основана как EuroOrient Securities & Financial Services Ltd в 1999 году на Кипре Денисом Сухотиным. Были открыты представительств в Австрии, Франции, Испании и России. В 2010 году компания получила лицензию «Управления по финансовому регулированию и надзору Великобритании» (FCA) и открывает офис в Лондоне. В том же 2010 году компания была отмечена наградой «Форекс провайдер года» в Financial Times Investors Chronicle Investment Awards 2010.
В сентябре 2010 года компания объявила о планах по размещению акций на Альтернативном инвестиционном рынке.
В 2011 году компания открыла офис в Австралии, однако после вступления в силу новых правил регулирования капитала в Австралии закрыла его в марте 2013 года и перевела обслуживание клиентов в свои офисы на Кипре и в Великобритании.
В 2012 году FxPro обновила свою лицензию FCA на имя FxPro UK Ltd., что позволило ей напрямую принимать клиентов из Великобритании.
В 2015 году FxPro начала первичное публичное размещение (IPO). Но через год, в 2016 году, компания решила отложить реализацию планов из-за нестабильности на мировых рынках.
В начале 2017 года реализация планов были отложены снова на фоне новых требований и правил FCA.
В середине 2018 года FxPro объявила о многолетнем спонсируемом партнерстве с командой McLaren F1, начиная брендинг компании с Monaco Grand Prix 2018.
В 2023 году FxPro открыла новый офис в Дубае, Объединенные Арабские Эмираты (ОАЭ).

### Спонсорство
В июне 2010 года компания объявила о спонсорском контракте с футбольным клубом Фулхэм сроком на три года. В том же месяце FxPro подписала спонсорский контракт с футбольным клубом Aston Villa продолжительностью также на три года.
В 2018 году FxPro расширила свою спонсорскую деятельность через партнерство с командой McLaren Formula 1, логотип компании стал появляться на McLaren MCL33 начиная с Monaco Grand Prix.

## Торговые возможности
Компания предоставляет трейдерам на выбор три торговые платформы — MetaTrader 4 (включая мобильные версии), cTrader, а также MetaTrader 5.
Платформа cTrader предлагает торговлю через электронную коммуникационную сеть (ECN) с такими функциями, как средневзвешенная цена по объему (VWAP) и расширенные типы ордеров. Также она интегрирована с cAlgo, что позволяет пользователям создавать автоматические торговые роботы (cBots).
С 2013 года компания занимается разработкой алгоритмической торговли в розничном секторе. Фирма запустила «Quant» — приложение на базе веб-технологий для платформы MT4 для построения стратегии, которое позволяет пользователям создавать свои собственные торговые роботы или загружать готовые из библиотеки компании. Quant не требует знания C#, позволяет пользователям создавать автоматизированные стратегии с использованием технических индикаторов и логических операторов без каких-либо знаний в области кодирования.
В октябре 2013 года FxPro запустила свою собственную инвестиционную платформу «FxPro SuperTrader», которая позволяет инвесторам распределять средства по ряду торговых стратегий.
В марте 2015 года компания объявила о поддержке платформы MetaTrader 5.
В июне 2023 FxPro добавила возможность торговли криптовалютой к своим счетам cTrader. Некоторые из поддерживаемых токенов cTrader включают Bitcoin (BTC), Ethereum (ETH) и Ripple (XRP).

## Регламентирующая информация
FxPro UK Limited, дочерняя компания FxPro Group Ltd и полностью регулируется «Управлением по финансовому регулированию и надзору Великобритании» (Financial Conduct Authority) в Соединенном Королевстве. До июня 2012 года FxPro UK Limited действовала как представитель своей материнской компании и не предоставляла никаких брокерских услуг. Ситуация изменилась, когда компания обновила свою лицензию FCA и впоследствии смогла принимать клиентов из Великобритании.
FxPro Financial Services Limited лицензируется и регулируется Комиссией по ценным бумагам и биржам Кипра (CySEC). В 2007 году вступила в силу Директива ЕС о рынках финансовых инструментов (MiFID). Это позволяет фирмам, которые регулируются на Кипре, предоставлять инвестиционные услуги в любом месте Европейского Союза.
В 2015 году FxPro получила разрешение Совета по финансовым услугам Южной Африки (FSB).